# Likőrbor
A likőrbor olyan bor, melynek alkoholtartalmát valamilyen égetett szesz hozzákeverésével megnövelték. Nem összetévesztendő a borpárlattal, ami a bor lepárlásával készül. A likőrboroknak több fajtája is kialakult, például a portói, sherry, Madeira, Marsala és a vermut.

## Gyártása

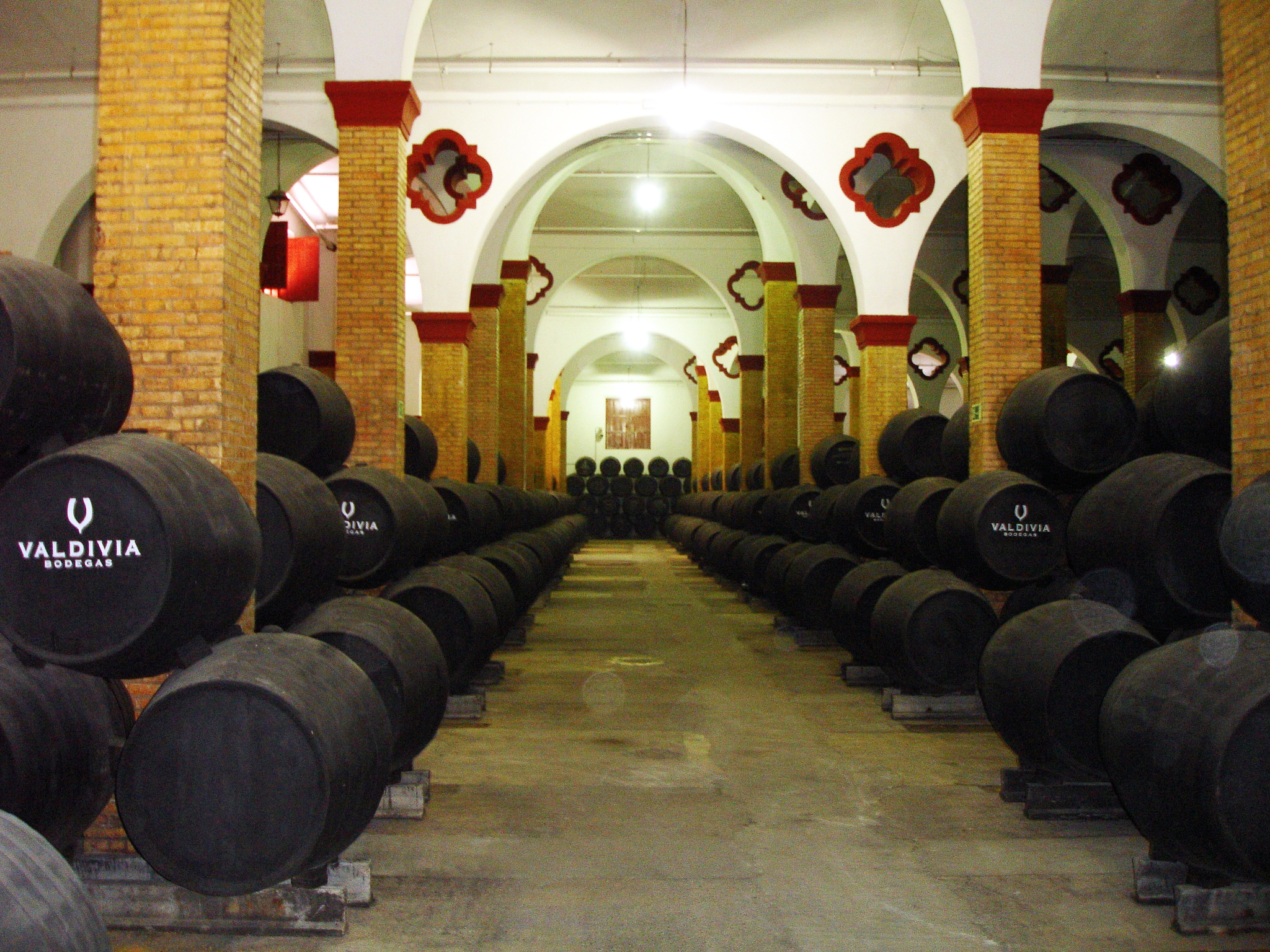
Sherrys hordók.

A kezdetekben azért kevertek párlatokat a borhoz, hogy tartósítsák azt, az etanol ugyanis természetes fertőtlenítő. Ma már ennél fejlettebb tartósítási módszerek is léteznek, de az idők során kialakult likőrborok különlegessége inkább ízvilágukban, mint tartósságukban rejlik.
Bár a minőségi likőrborokhoz általában érlelt borpárlatot használnak, a felhasznált szesz semleges ízű párlat is lehet, melyet szőlőből, gabonából, vagy egyéb mezőgazdasági terményekből pároltak. A földrajzi árujelzők is meghatározhatják, hogy egy-egy likőrborhoz milyen párlatot kell használni. A hozzáadott párlat alapanyaga és a lepárlás módszere (egyszeri vagy lepárlóoszlopos desztilláció) is befolyásolhatja a likőrbor ízét.
Ha a párlatot azelőtt kevernék a borhoz, hogy az teljesen kiforrt, az alkohol elpusztítja az élesztőgombákat és jelentős mennyiségű cukor marad a keverékben. Az eredmény általában különösen édes és erős bor, jellemzően 20% körüli alkoholtartalommal.
A must kiforrása közben az élesztőgombák nagyjából 16-18% alkoholtartalomig képesek a cukrokat alkohollá alakítani, mielőtt az alkohol elpusztítaná őket. Ha a mustot hagyják teljesen kiforrni, az szárazabb likőrbort eredményez, mint amilyen a sherry is. Az ilyen változatok gyártásakor az alkoholt csak röviddel a kiforrás befejeződése előtt, vagy utána adják hozzá.
Egyes likőrbortípusoknál (például a késői szüretelésű fajtáknál, vagy az aszúsodott szőlőből készülőknél) a természetesen magas cukortartalom állítja le korábban a forrást, így emberi beavatkozás nélkül is édes bor lesz az eredmény.

### Mistelle
A mistelle (olaszul: sifone, spanyolul: mistela) egyes likőrborok összetevője, főleg a vermutoké, a Marsaláé és a sherryé, bár elsősorban aperitifek alapanyagaként használják, például a francia Pineau des Charentes-hoz. Készítésekor alkoholt kevernek a friss, vagy részben erjedt szőlőléhez. Az alkohol hozzáadása megakadályozza vagy megállítja az erjedést, így a mistelle általában édesebb a bornál.

## Típusok

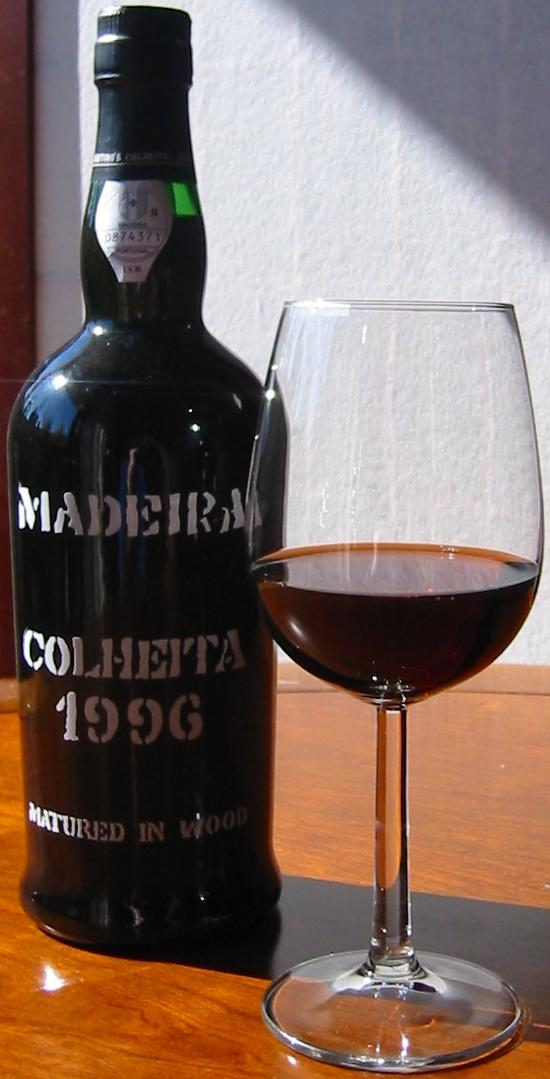
Egy üveg Madeira.

### Madeira
A Madeira egy, a Madeira-szigeteken készített likőrbor. Többféle változatát készítik az aperitifként fogyasztható száraz fajtáktól egészen az édesig, melyet desszertekkel fogyasztanak.

### Marsala
A Marsala szicíliai bor, melynek tiszta és likőrösített változata is készül. 1772-ben készítette el először egy angol kereskedő, John Woodhouse, mint a sherry és a portói olcsó változatát, és a sziget Marsalának nevezett kikötőjéről kapta nevét. A likőrösített változathoz brandyt használnak. Egyik változata a kevésbé érlelt Fine, mely legalább 17% szesztartalmú és legalább négy hónapig érlelik, másik a Superiore, mely legalább 18% és legalább két évig érlelik. A tisztán palackozott Marsalát legalább öt évig érlelik fahordókban, melynek során alkoholtartalma 18%-ra növekszik.

### Portói bor
A portói bor (vagy egyszerűen portói) a portugáliai Norte régióban található Duero völgyében készülő likőrbor. Általában édes vörösbor, melyet brandyvel kevernek, azonban léteznek száraz, félszáraz és fehér változatai is.

### Sherry

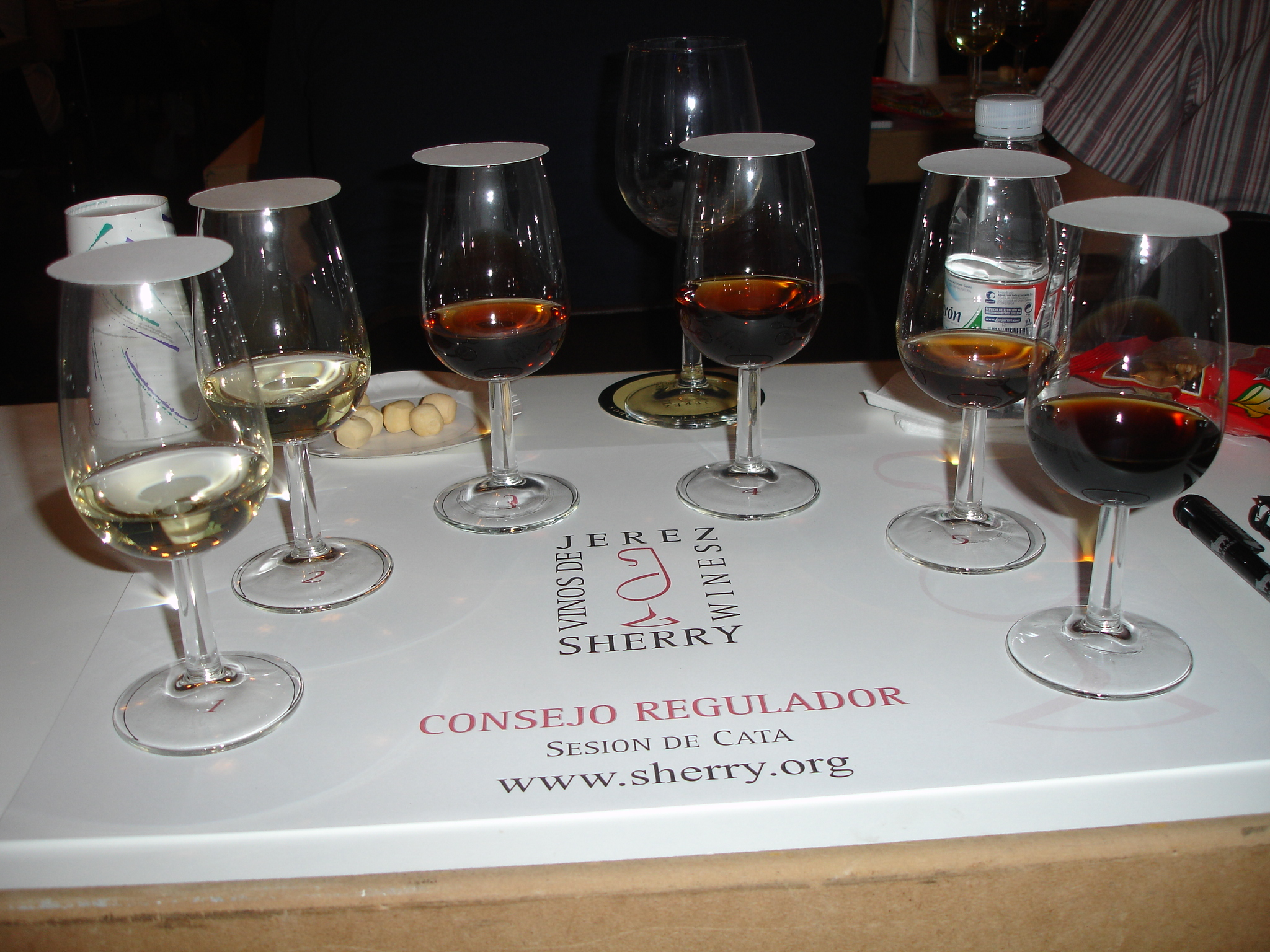
Kóstoló sherrykből.

A sherry a spanyolországi Jerez község környékén termő fehér szőlőből készülő likőrbor. A „sherry” szó a Jerez anglicizált megfelelője, így az Európai Unióban a sherry is védett földrajzi eredetű termék.
A sherry készítésekor megvárják a must teljes kiforrását, és ezután kevernek hozzá alkoholt, mely kötelezően brandy. Több változatban készül a száraz, könnyű finotól egészen a sokkal sötétebb és időnként édesebb olorosókig. Ezek édesítését – mivel a kiforrást nem szakítják meg – utólag végzik.

### Vermut, ürmösbor
A vermut (vagy ürmösbor) olyan likőrbor, melyet különböző füvekkel, fűszerekkel ízesítenek. Egyes vermutok édesítettek, az édesítetlen, vagy száraz vermut általában kesernyés. A turini Antonio Benedetto Carpano-t tartják a vermut feltalálójának. Találmányát 1786-ban „vermouth”-nak nevezte el, mert a fehér ürömmel és bárányürömmel ízesített német ürmösborok ihlették, mely növények azóta az abszint összetevőiként híresültek el. 
Édes ürmösbort hazánkban jelenleg csak a Hajós-Bajai borvidéken állítanak elő. Badacsonyban készítenek félszáraz ürmösbort még, de a keserű ízekhez az édes párosítás jobban illik, mint a savasabb, szárazabb borok.
A mai német Wermut szó (melyet Carpano idejében „Wermuth”-nak írtak) egyaránt jelenti a fehér ürmöt és az ürmösbort. Az ital ízesítése eredetileg arra szolgált, hogy a rossz minőségű borok nyers ízeit elfedje, és enyhén gyógyfüves, frissítő ízt kölcsönözzön az italnak.

### Vins doux naturels
A Vins doux naturels elnevezés olyan likőrborokat jelöl, melyeket csak kevés égetett szesszel erősítenek meg és általában fehér muskotályból, vagy vörös Grenache-ből erjesztenek. A vins doux naturels készítését Arnaud de Villeneuve vitte tökélyre a Montpellier-i egyetemen a 13. században, és ma elterjedtek a dél-franciaországi Languedoc-Roussillon régióban.
Ahogy nevük is mutatja, a Muscat de Beaumes-de-Venise, Muscat de Rivesaltes és Muscat de Frontignan muskotályszőlőből készülnek, míg a Banyuls és Maury Grenache-ből. A szőlőfajtától függetlenül az erjedést legfeljebb 10%-nyi, 95%-os borpárlattal állítják meg. A muskotályokat hagyják valamelyest oxidálódni, míg a Grenache-t kevésbé.

### Olcsó likőrborok

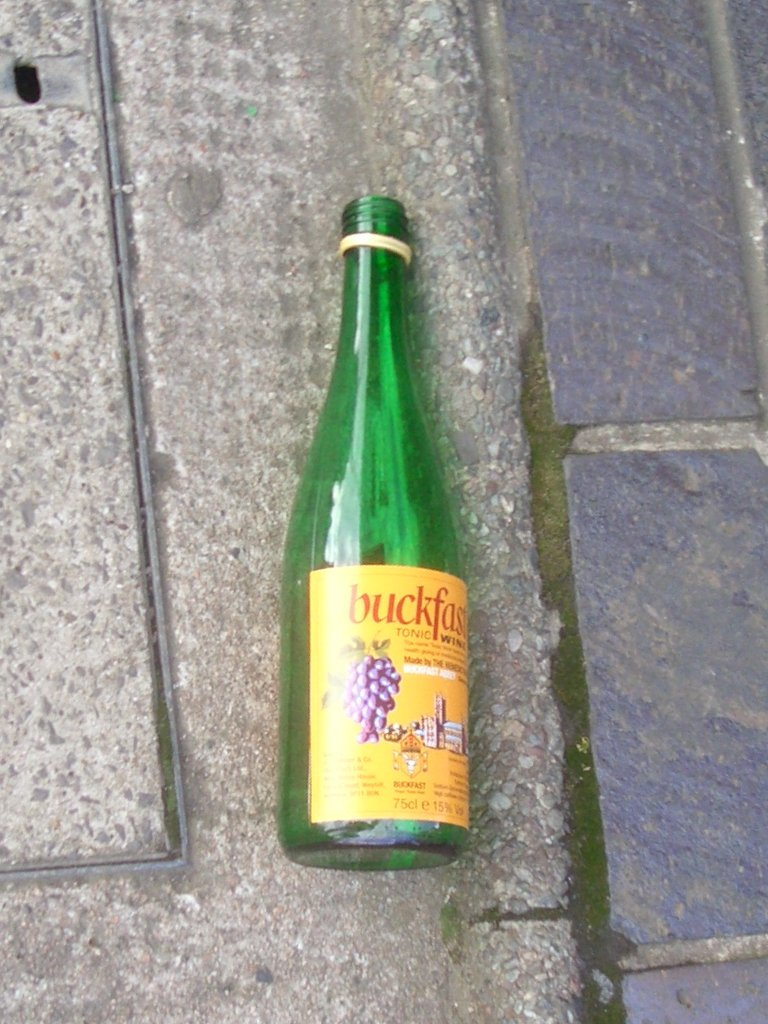
Buckfast likőrbor üvege az utcán Skóciában

Az olcsó likőrbor (például a Thunderbird vagy a Wild Irish Rose) a nagy gazdasági világválság idején jött divatba az Egyesült Államokban mint a lerészegedés költséghatékony eszköze. Általában hozzáadott cukrot, mesterséges színezékeket és ízesítőket is tartalmaz. Ezeket és a hasonló márkákat ott máig is a hajléktalanok italának tekintik, mert a gyártók kifejezetten az elszegényedett fogyasztói rétegeket célozták meg velük. Több los angeles-i, san franciscó-i, seattle-i és portlandi szervezet is felszólította a gyártókat, hogy vonják vissza az elszegényedett negyedek boltjaiból az ilyen termékeket. 2006-ban Washington állam szeszfelügyeleti bizottsága – a városi tanács felkérésére – több, mint két tucat sör- és hat likőrbormárka árusítását tiltotta be Seattle egy szegények lakta területén.
A likőrborok rossz megítélése miatt az Egyesült Államokban a minőségi likőrborokat az ott hivatalos fortified wine (szó szerint: felerősített bor) helyett gyakran dessert wine-nak, azaz desszertbornak nevezik.
Magyarországon az ilyen likőrborok egyik megfelelőjének tekinthető a már megszűnt (és gyakran a magyarországi szocializmushoz kapcsolt) Éva vermut, melynek szerepét mára részben a műanyag flakonos (nem likőr-) borok vették át.

## Fordítás
- Ez a szócikk részben vagy egészben a Fortified wine című angol Wikipédia-szócikk ezen változatának fordításán alapul.  Az eredeti cikk szerkesztőit annak laptörténete sorolja fel. Ez a jelzés csupán a megfogalmazás eredetét és a szerzői jogokat jelzi, nem szolgál a cikkben szereplő információk forrásmegjelöléseként.